# Brad Cohen
Brad Cohen es un profesor, escritor, conferencista y orador motivacional estadounidense que padece síndrome de Tourette. Se recibió en Licenciatura en la Universidad de Bradley y en Maestría en la Universidad Estatal de Georgia.
En 1997 recibió el premio "Sallie Mae Primera Clase de Maestros" del Año. En 2005 coescribió junto a Lisa Wysocky su propio libro Front Of The Class: How Tourette Syndrome Made Me the Teacher I Never Had? ("Al frente de la clase: ¿Cómo el síndrome de Tourette me hizo el maestro que nunca tuve?"), y por el mismo recibió un premio. En 2008 en Estados Unidos se estrenó un episodio en "Hallmark Hall of Fame" basado en su libro, llamado Front of the class.

## Biografía
Brad nació en 1973 y se cría en San Luis, Misuri, en una familia judía. Sus padres, Norman y Ellen, se divorciaron durante su primera infancia. Su madre siempre fue comprensiva con su condición, mientras que a su padre le resultó más complejo.
En 1985 a la edad de 11, tras las sospechas de su madre, un médico descubre que tiene el síndrome de Tourette.
Asistió a la Universidad de Bradley en Peoria, Illinois, especializándose en la educación primaria. Durante su primera semana en la escuela fue expulsado de un restaurante local de comida rápida cuando un empleado pensó que estaba ebrio.
Se graduó de la Universidad con honores académicos.
Una vez graduado, se traslada a Atlanta en 1996 para buscar empleo, se presentó en 24 escuelas primarias para el puesto de profesor sin éxito.
Asiste a la escuela número veinticinco, la "Mountain View Elementary School" y finalmente lo contratan para enseñar a los grados segundo y tercero. Brad les enseñaba a los niños sobre el síndrome de Tourette en el comienzo de cada año por eso fue popular entre los estudiantes. Un año uno de los padres de sus alumnos retiró a su hijo de la clase del entonces profesor debido a las distracciones que provocaba su enfermedad en su hijo y sus prejuicios, sin embargo el niño decide volver Brad unas semanas más tarde.
En 1997 fue galardonado con el "Sallie Mae Primera Clase de Maestros" del Año. Luego fue maestro de segundo grado en la Escuela Primaria Tritt en un suburbio de Atlanta.
En 2004 se convierte en administrador de la escuela primaria Triltt en la que se había desempeñado como maestro, después fue supervisor de otros profesores.
En 2005 coescribió junto a Lisa Wysocky su propio libro titulado "Front of the class: how Tourette syndrome made me the teacher I never had?" ("Al frente de la clase: ¿Cómo el síndrome de Tourette me hizo el maestro que nunca tuve?"), en el relata su historia y comenta como el síndrome de tourette afecta en el aprendizaje de los niños, y como ellos aprender a vivir con dicho síndrome, incluso el; y como logra atravesar los problemas de su infancia. El libro ganó el "Independent Book Publisher" (Premio editorial independiente de educación IPPY), premio al Mejor Libro de Educación para ese año. Luego se convirtió en una exitosa película para televisión.
El 12 de septiembre de 2005 la Revista People publica una entrevista sobre su vida.
El 26 de mayo de 2006 apareció en The Oprah Winfrey Show, CNN, Inside Edition y en The New York Times.
En 2006 se casó con Nancy Lazarus de Charleston, Carolina del Sur, a quien conoció por medio de un servicio de citas por Internet, a la que le escribió: "Hola. Soy Brad Cohen. Tengo muchas ganas de conocerle. Pero quiero que sepas, tengo el síndrome de Tourette".
Desde 2008 se desempeña como vicepresidente de la Asociación Síndrome de Tourette de Georgia y orador motivacional.
El 7 de diciembre de 2008 se estrenó el primer episodio de la temporada número 58 en la serie llamada Hallmark Hall of fame, en la misma él es interpretado por el actor Jimmy Wolk, sus padres Ellen y Norman Cohen son interpretados en la ficción por Patricia Heaton y Treat Williams, mientras que el papel de su esposa lo tiene Sarah Drew. El mismo asistió a las grabaciones del episodio. En Latinoamérica es transmitida eventualmente por Studio Universal en formato de película.

"Hallmark Hall of Fame decidió que quería crear una película de mi familia y que mi historia sea lo más auténtica posible. Ellos querían que fuera lo más real posible, incluso hasta los tics exactos que yo hago". 

"Mi vida con el síndrome de Tourette me ha hecho dar cuenta de que todo el mundo tiene una" cosa que les persigue de alguna manera. Puede ser un prejuicio o una enfermedad crónica. Podrían ser las limitaciones físicas o circunstancias de la vida o el ego o el orgullo o la envidia o el odio, pero cada uno tiene su cosa. Cuando somos capaces de controlar la cosa, que se sienten fortalecidos y optimista. Pero cuando lo gana, recorrer el camino a la desesperación. La clave es encontrar un camino que lleva alrededor de su limitación en particular, un camino que tal vez tiene más curvas en ella pero se que en el mismo punto en el extremo".
Cohen, Brad (pg 85). «Front of the Class: How Tourette Syndrome Made Me the Teacher I Never Had?,». 2008.

A principios de 2009 tuvo un hijo llamado Dylan Louis Cohen, con Nancy Lazarus.
El 1 de septiembre de 2009 fue invitado a brindar una conferencia en el municipio de Vernon, en Nueva Jersey, en donde estaba presente el Superintendente Juan Alfieri.

-"Yo físicamente puedo tener una discapacidad, pero no me llaman así. Tiene un nombre y es el Síndrome de Tourette. Usted lo llama una discapacidad debido a que me veo como algo diferente y que realmente no han tenido un oportunidad de conocer lo que soy capaz de hacer. Si tiene una discapacidad significa ser Maestro de Primera Clase de Georgia del año, siendo un autor, o viajar por el mundo, entonces sí, tengo una discapacidad". Brad Cohen.
 -"Él es el altavoz más potente que he encontrado en mi carrera educativa en su totalidad. En mi opinión, eso es lo mayor, más auténtica motivación de los educadores, que nos recuerda todo el poder que ya tenemos en nosotros, y lo bueno que ya lo hacen, sólo tenemos que recordar de usar esos dones. Se ha vuelto un impedimento en una capacidad extra. Cuando la historia del municipio de Vernon School District este escrita, ese día, será el día que todos aprendimos a través de la vida de Brad Cohen, hay que añadir". Juan Alfieri.

Desde 2010 trabaja en voluntariado en Relevo por la Vida, Sociedad Americana del Cáncer y Asociación Síndrome de Tourette, en su propia fundación llamada "Brad Cohen Tourette foundation", en donde realiza cursos, congresos y encuentros para informar sobre el Tourette.
El martes 5 de abril de 2011 brindó una conferencia en East Tennessean, donde asistieron educadores y alumnos, donde compartió con ellos la relación de él con cada uno de sus padres por el síndrome, sobre el optimismo y sobre como conoció a su esposa.

## En los medios de comunicación
1. 2005 - Libro autobiográfico - "Front of the class: how Tourette syndrome made me the teacher I never had?" ("Al frente de la clase: ¿Cómo el síndrome de Tourette me hizo el maestro que nunca tuve?").[20]
2. 2008 - Película - "Front of the Class" ("Al frente de la clase").[21][22]